# Карпов, Анатолий Евгеньевич
Анато́лий Евге́ньевич Ка́рпов (род. 23 мая 1951, Златоуст, Челябинская область, РСФСР, СССР) — советский и российский шахматист, гроссмейстер (1970), 12-й чемпион мира (1975—1985), чемпион мира по версии ФИДЕ (1993, 1996, 1998), трёхкратный чемпион СССР, многократный победитель Олимпиад и многих других турниров. Двукратный чемпион мира в составе сборной СССР (1985, 1989). Обладатель девяти шахматных «Оскаров» (1973—1977, 1979—1981, 1984). Неоднократно внесён в Книгу рекордов Гиннесса. Впоследствии — государственный и политический деятель.
Заслуженный мастер спорта СССР (1974). Арбитр ФИДЕ, старший тренер ФИДЕ (2009). С 2022 года — почётный президент Федерации шахмат России.
Депутат Государственной Думы VI, VII и VIII созывов, член комитета Госдумы по международным делам, член фракции «Единая Россия».
Известный филателист, его коллекция оценивается в 13 миллионов евро.
После смерти Бориса Спасского в 2025 году стал старейшим среди чемпионов мира.

## Биография
Отец Карпова — Евгений Степанович (1918—1979) — работал на Златоустовском машиностроительном заводе сначала мастером, после учёбы в МВТУ — начальником производства, а в дальнейшем стал главным инженером. Автор 89 изобретений, внедрённых в производство, соавтор системы залпового огня «Град» и шариковых бомб. Мать Нина Григорьевна (1920—2021) — экономист, после рождения сына — домохозяйка. У шахматиста есть сестра Лариса, старше его на 5 лет.
Карпов научился играть в шахматы в 4 года, занимался с Алексеем Паком в Златоусте, позже в Школе Ботвинника. Важными для Карпова были уроки с Семёном Фурманом: они у Карпова вызывали большой интерес к игре, а впоследствии он вспоминал про похожий образ жизни у себя и у Фурмана.
С июля 1955 года занимался в шахматной секции в спортпавильоне при Златоустовском металлургическом заводе, где был шахматный клуб, в котором Карпов в том же 1955 году и в течение следующих 6 лет играл первые партии. Первым его тренером был Дмитрий Артемьевич Зюляркин (1928—2011), который работал инженером на этом заводе. Первым выездным тренером был Геннадий Петрович Улюкин, который работал учителем средней школы № 14 в г. Златоусте, он повёз 10-летнего Карпова в 1961 году на первенство области среди школьников в город Челябинск, где Анатолий занял первое место. Ещё с 1959 года тренером Карпова, получившего 3 разряд, стал директор шахматной школы при местном металлургическом заводе Алексей Иванович Пак, в 1960 году — 2 разряд, затем Карповым был выполнен первый разряд, в 1962 году он выполнил норму кандидата в мастера спорта, став юным, в 14-летнем возрасте — стал мастером спорта СССР.
В 1965 году семья Карповых переехала из Златоуста в Тулу. Карпов с золотой медалью окончил математический класс школы № 20 (директор — Г. П. Демьянов).
В 1968 году сдавал вступительные экзамены в МГУ, но не прошёл по конкурсу. Тогда Карпов с полученными в МГУ оценками по совету друзей решил поступить в Военмех и приехал с этой целью в северную столицу. Однако в это время его наставник Михаил Ботвинник обратился к министру высшего образования СССР Вячеславу Елютину с ходатайством выделить для Карпова дополнительное место в МГУ, так как полагал, что Карпову для достижения крупных спортивных успехов надо жить в Москве. По результатам рассмотрения письма Ботвинника Карпова вне конкурса приняли в МГУ.
Карпов учился на мехмате МГУ, имея свободный график посещений. Весной 1969 года по совету своего многолетнего помощника Александра Баха, при содействии секретаря парткома КПСС Ленинградского госуниверситета Сергея Лаврова к недовольству Ботвинника Карпов перевёлся в Ленинград на экономический факультет ЛГУ. Карпов выступал за ЦСКА, теперь его тренером стал Семён Фурман (с 1969 по 1978 год). Университет из-за частых отъездов на соревнования Карпов окончил только спустя 10 лет, в 1978 году, будучи уже чемпионом мира. Дипломная работа Карпова была посвящена проблемам рационального использования свободного времени при социализме.

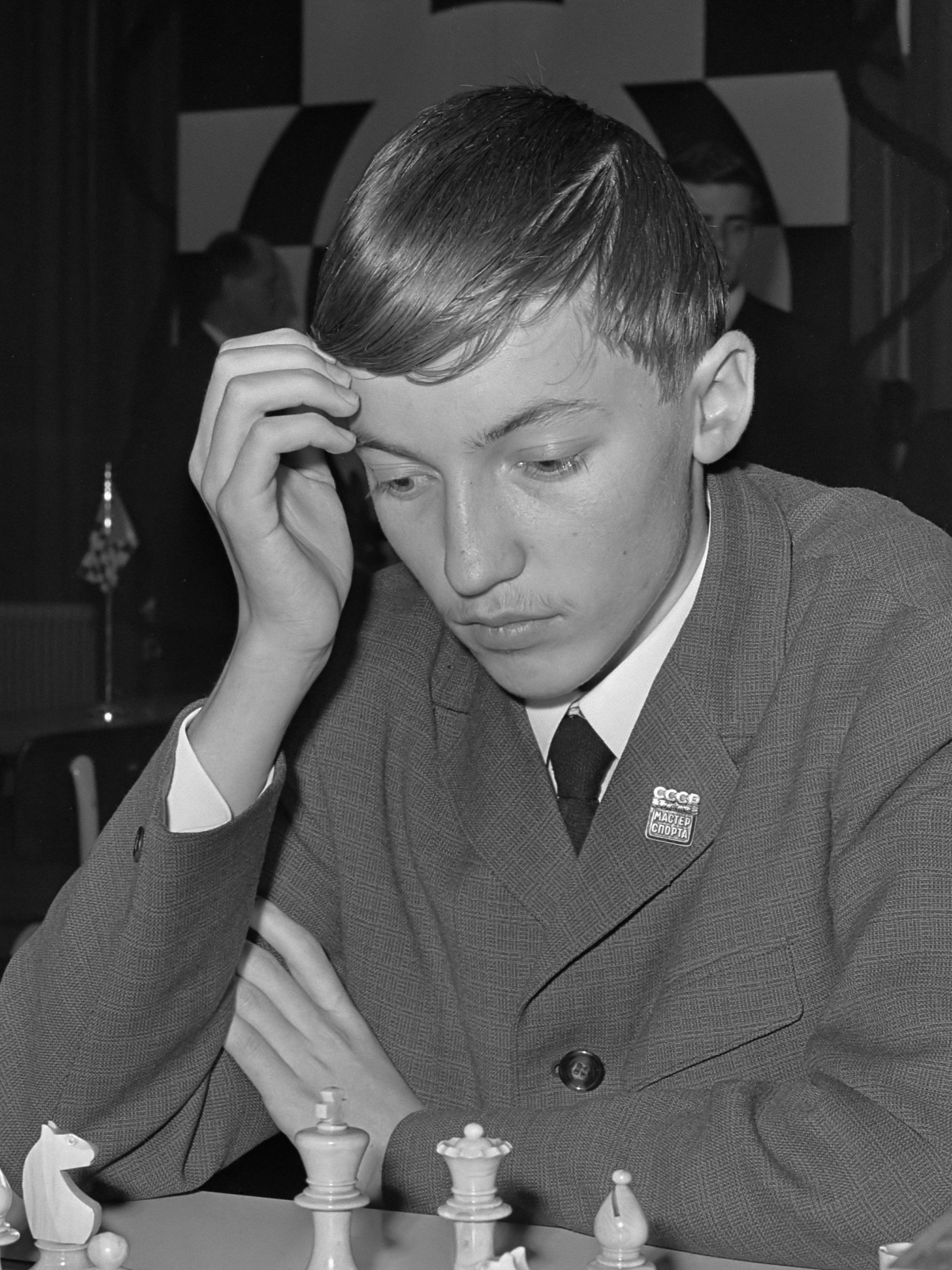
В 1967 году

Первые шахматные успехи были закреплены на рубеже 1960-х — 1970-х годов. В 1966 году Карпов — мастер спорта СССР по шахматам, в том же 1966 году одержал победу на первенстве мира в Чехословакии, в 1969 году стал чемпионом мира среди юношей, в 1970 году — чемпионом РСФСР, получил звание гроссмейстера, 19 декабря 1971 года — звание международного гроссмейстера. С 1977 года — ведущий шахматный теоретик, автор нескольких пособий по шахматам, В 1973—1974 годах выиграл межзональный турнир и матчи претендентов, включая полуфинальный с Борисом Спасским и финальный в Москве с В. Корчным — 3:2. Двукратный обладатель «Шахматного Оскара» в 1973—1974 гг.
3 апреля 1975 года, после отказа Роберта Фишера защищать свой титул, президент ФИДЕ Макс Эйве объявил 23-летнего Анатолия Карпова 12-м чемпионом мира.
В матче 1978 года в Багио с 18 июля по 18 октября победил Виктора Корчного — 6:5 в 32 партиях, в 1979 году победил Яна Тиммана, повторно победил Корчного в Мерано 1981 году со счётом 6:2.
В 1978 году — член ЦК ВЛКСМ. С марта 1978 года Карпов работал младшим научным сотрудником НИИ комплексных социальных исследований ЛГУ.
С 1980 — младший, затем старший научный сотрудник кафедры политэкономии гуманитарных факультетов МГУ.
В 1982 году стал президентом Советского фонда мира (в 1992—2020 годах — Международная ассоциация фондов мира). В 1984 году Карпов играл два матча с Г.Каспаровым, первая схватка была выиграна (+5-3=40), в феврале 1985 года первая схватка была окончена, вторая схватка началась 1 сентября, где со счётом 11:13 Карпов был вынужден отдать шахматную корону Гарри Каспарову. Каспаров стал 13-м чемпионом мира.
10 ноября 1985 года прервалась эра десятилетнего господства Карпова в шахматах: в матче за звание чемпиона мира он уступил титул чемпиона мира Гарри Каспарову. В 1992—1993 годах одержал победу над Яном Тимманом и Найджелом Шортом, в 1996 году над Гатой Камским, в 1997 году выиграл 4 титул. В 1998 году в Элисте присутствовал на открытии олимпиады. 
29 ноября 1994 года по 6-му каналу прошла передача под названием «Прямой эфир: Карпов – Каспаров» в которой приняли участие оба гроссмейстера.
С 1999 года — учредитель и руководитель газодобывающей компании ООО «Петромир».
В 1999—2003 годах — председатель Совета директоров Федерального промышленного банка.
С 2003 года учреждённая им мастерская «Шахматы Карпова» изготавливает эксклюзивные шахматные наборы из бивней мамонта и ценных пород дерева.
В 2004 году Анатолий Карпов принял участие в машиностроительном проекте по выпуску народного автомобиля (было выпущено 12 экспериментальных автомобилей).
В 2005—2011 годы был президентом компании «Бергхофф — Россия». Владеет долей в этой компании.

## Успехи в шахматах
В 1963 году Карпов, как один из наиболее одарённых юных шахматистов страны, был принят в «Школу Ботвинника», о совершенствовании в которой потом не раз с благодарностью вспоминал. Однако тогда патриарх советских шахмат ошибся в прогнозе развития крупного шахматного таланта. По свидетельству Бориса Злотника, Ботвинник сказал о юном Карпове: «Очень жаль, но из Толи ничего не получится». Впоследствии 12-й чемпион мира опроверг это предсказание.
Международный мастер с 1969 года, международный гроссмейстер с 1970 года. Заслуженный мастер спорта СССР (1974).

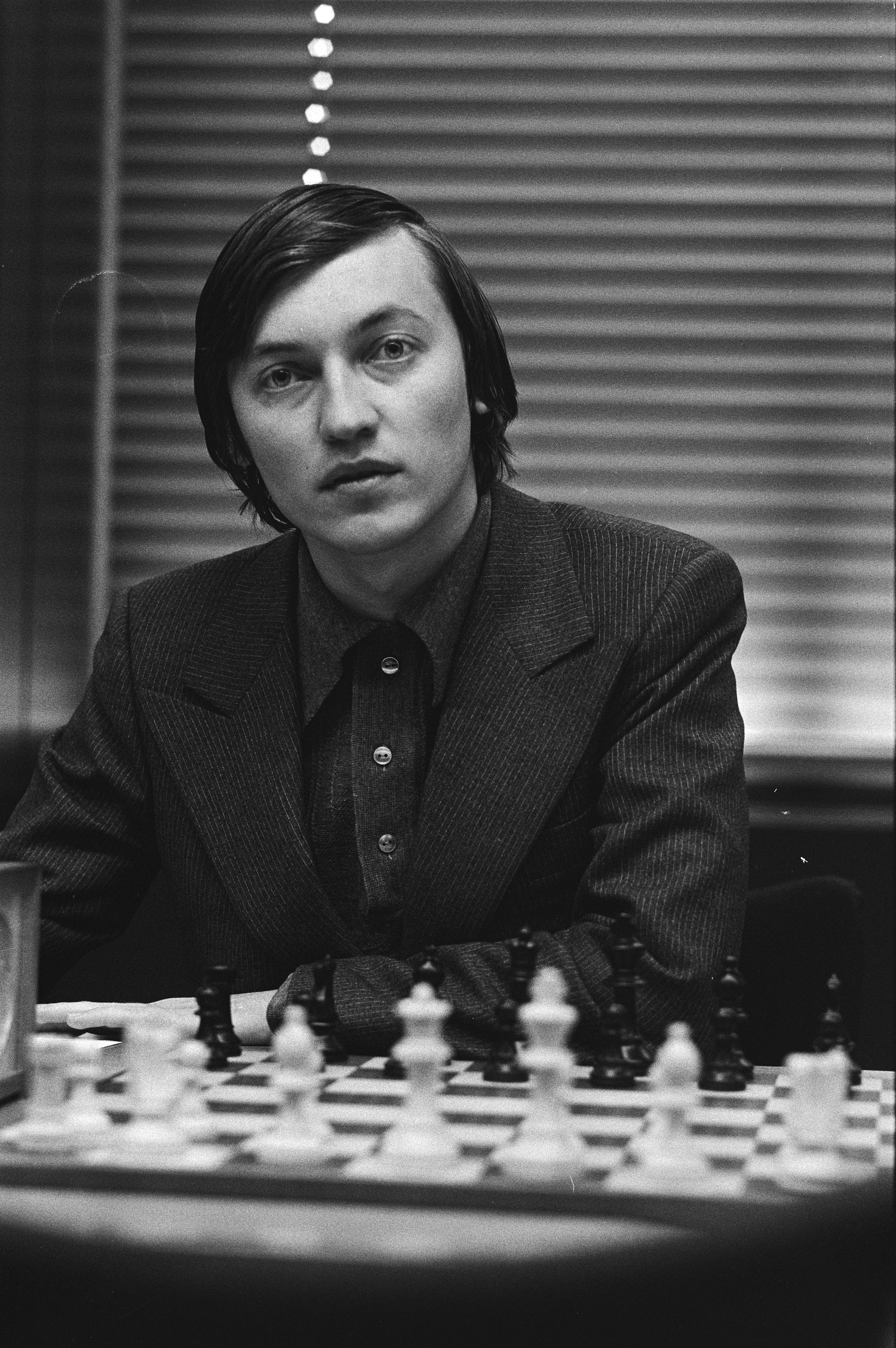
1979 год

В 1973 году победил на межзональном турнире в Ленинграде (1-2 места с Виктором Корчным) и в 1974 году преодолел все ступени претендентских матчей (в четвертьфинале выиграл у Льва Полугаевского (3:0 без учёта ничьих), в полуфинале — у Бориса Спасского (4:1), в финале — у Корчного (3:2)). Начал усиленную подготовку к матчу с Бобби Фишером, однако весной 1975 года Фишер после длительных переговоров с ФИДЕ отказался от матча с претендентом, и Анатолий Карпов был провозглашён двенадцатым чемпионом мира по шахматам. В течение ещё почти двух лет Карпов вёл неофициальные переговоры с экс-чемпионом об организации матча вне рамок ФИДЕ, но договориться не удалось, в результате он оказался единственным в истории чемпионом мира, который не только получил звание, не играя в матче или турнире на первенство мира, но и вообще не сыграл с предыдущим чемпионом ни одной партии.
То, что звание чемпиона получено им заслуженно, Карпов доказал, интенсивно и очень успешно выступая в турнирах. Уже в 1975 году он выиграл крупный турнир в Милане победив в финале Лайош Портича, а также ряд менее значительных соревнований (второе место в на турнире Манила, первое место Порторож/Люблян). В 1976, 1983 и 1988 годах Карпов выиграл чемпионаты СССР (в 1988 году — вместе с Гарри Каспаровым).

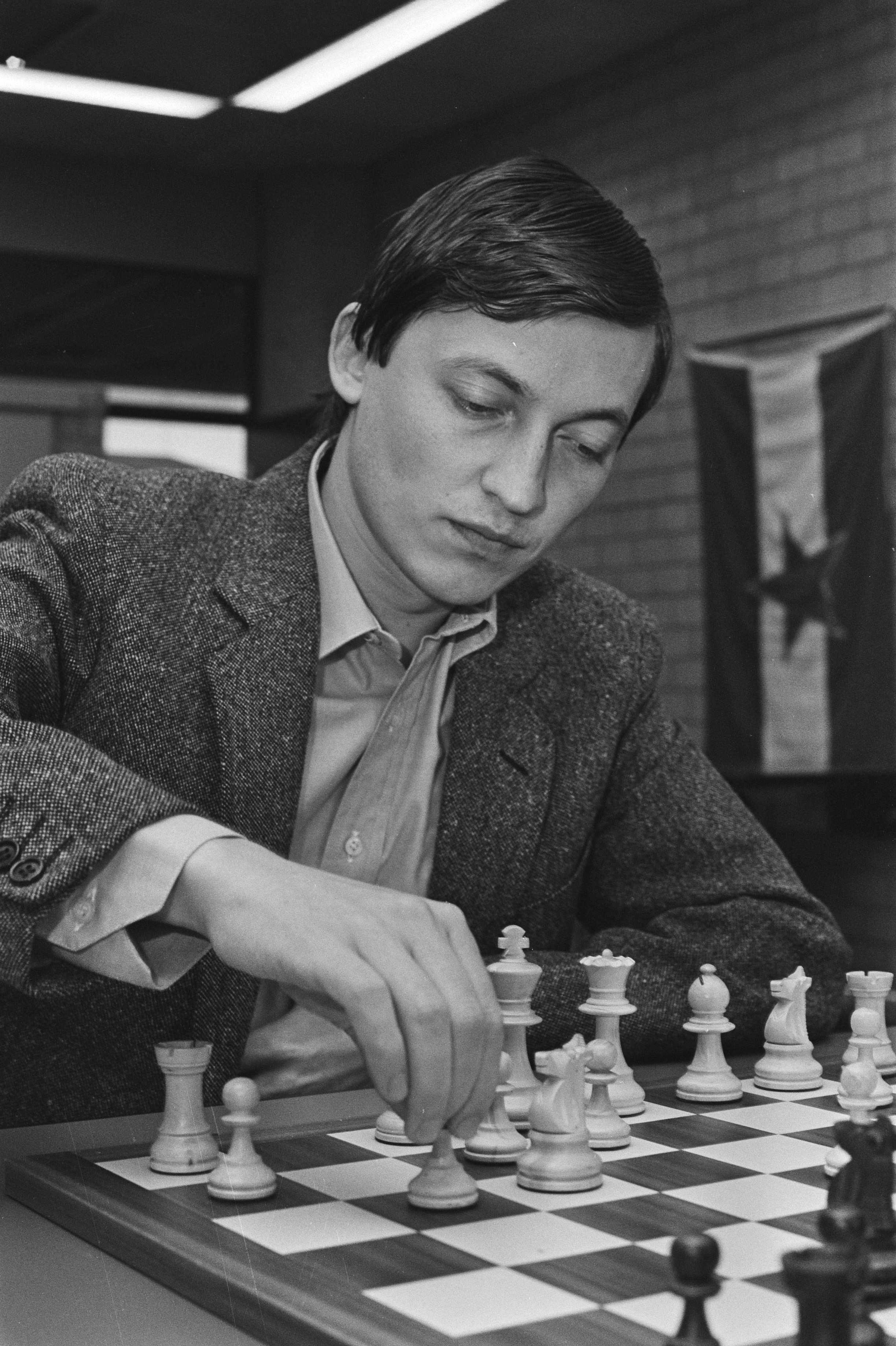
1981 год

В 1978 и 1981 годах Карпов отстоял свой титул в матчах с В. Л. Корчным. Сначала это был изнурительный матч в Багио 1978 года, где после успешного начала (матч до 6 побед, Карпов вёл 5:2) Карпов потерпел ряд поражений и счёт стал 5:5. Однако уже следующая, 32-я партия стала последней — Карпов выиграл партию и матч. В 1981 году в Мерано Корчной уже не смог поставить перед Карповым серьёзных задач, потребовалось 18 партий, чтобы Карпов победил со счётом 6:2 (10 ничьих). Однако появился новый грозный противник — юный Гарри Каспаров. Противостояние Карпова и Каспарова было одним из самых грандиозных за всю историю шахмат. Всего Карпов и Каспаров провели 5 матчей за звание чемпиона мира — больше, чем какая-либо другая пара соперников (3 раза встречались Ботвинник и Смыслов). Первый матч (начался 9 сентября 1984 года) вроде бы не предвещал для чемпиона особых проблем — при регламенте до 6 побед Карпов уже после девятой партии вёл 4:0. Однако Каспаров стал играть без риска, с высокой степенью надёжности, сделав серию ничьих и несмотря на проигрыш пятой партии, выиграл 3 партии. Матч был прерван 15 февраля президентом ФИДЕ при счёте 5:3 в пользу Карпова без объявления победителя. В том же 1985 году между теми же противниками начался новый матч, который выиграл Каспаров (5:3). Каспаров победил в матч-реванше в 1986 году, а также отстоял свой титул ещё в двух матчах. В 1987 году в Севилье, перед последней партией Карпов вёл + 1, но в решающий момент не использовал ошибку соперника, что позволило Каспарову выиграть последнюю партию, свести матч вничью и сохранить звание чемпиона мира.

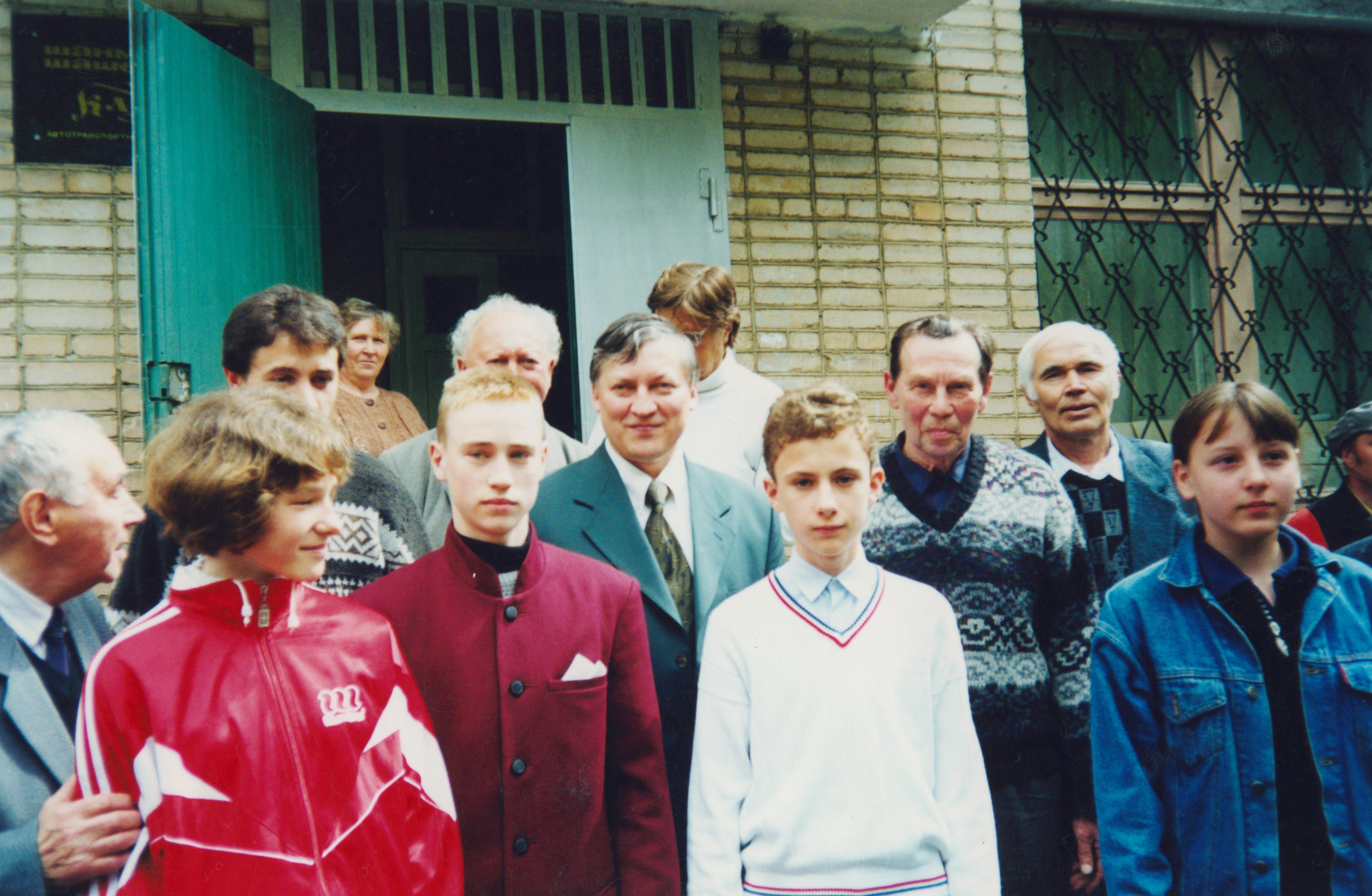
50-летний Карпов со своим первым тренером Дмитрием Артемьевичем Зюляркиным и юными шахматистами в родном Златоусте в июле 2001 года

Несмотря на потерю титула, Карпов ещё в течение ряда лет показывал исключительно высокие результаты. В его активе — грандиозная победа на турнире в Линаресе (1994) — один из наивысших турнирных успехов всех времен, данный турнир создал новую категорию турниров XVIII, поскольку имел наивысший средний рейтинг участников (2686). В 2002 году Карпову удалось победить Каспарова в неофициальном матче по быстрым шахматам из четырёх партий со счётом 2,5:1,5.
После распада прежней системы чемпионатов мира Карпов стал трижды чемпионом мира по версии ФИДЕ, выиграв матчи с Яном Тимманом в 1993 году, с Гатой Камским в 1996 году и первый выиграл чемпионат мира по шахматам по версии ФИДЕ, по олимпийской системе 1998 года, в финале одолев Ананда.
15-й чемпион мира Ананд, начинавший тогда своё восхождение на шахматный Олимп, был дважды побеждён Карповым в матчах 1/4 турнира претендентов в 1991 и в борьбе за титул чемпиона в1998 гг.(хотя общий счёт в классике + 9 — 5 = 20 остался в пользу Ананда).
В 2001 году имя Анатолия Карпова присвоено Государственному автономному учреждению дополнительного образования Ямало-Ненецкого автономного округа «Специализированная детско-юношеская спортивная школа олимпийского резерва „Полярная шахматная школа Анатолия Карпова“».
Многие партии Анатолия Карпова были признаны лучшими партиями в томах Šahovski informator. Вторая партия в матче 1974 года против Корчного в варианте Дракона сицилианской защиты получила рекордно высокую оценку жюри.

## Характеристика творческой манеры
Карпов — универсальный, всесторонне подготовленный шахматист чрезвычайно высокого уровня, прекрасный тактик. Отличительная особенность его игры — отточенная техника реализации достигнутого преимущества: в то время как многие шахматисты, получив небольшой перевес, бросаются в острую атаку и нередко не только не достигают победы, но и оказываются побеждены сами, Карпов, получив преимущество, часто реализовывал его путём спокойного, неспешного наступления, не оставляющего сопернику шансов на контратаку.
Стиль игры Карпова — позиционный, «удушающий». При этом в творчестве Карпова имеются знаменитые партии в тактическом стиле, например, партия Карпов — Топалов (Линарес, 1994). В период чемпионства Карпову помогали многие крупные советские шахматисты, что давало ему лучшую подготовку на стадии дебюта.
Владимир Крамник отмечал чрезвычайную психологическую устойчивость Карпова, его способность играть без оглядки на всё, что имело место до настоящего момента в конкретной партии или в турнире: «Вот Карпов играет партию; на него давят, он шесть часов обороняется, укрепляется — пробить его очень трудно, благодаря блестящему счёту вариантов он очень цепко защищался, — и вроде бы почти уже делает ничью. Соперник немножко расслабляется, и позиция становится совсем равной. Любой человек тут же согласился бы на ничью и радовался, что эта пытка наконец-то закончилась. Но Карпов в ту же секунду мог начать играть на выигрыш!» Эта особенность характера ярко проявилась во время последней партии матча в Багио с Корчным: при счёте 5:5 Карпов, игра у которого явно не ладилась, уставший и вымотанный, показал великолепную игру и победил в партии и матче.
В 1963 году с 12-летним Карповым познакомился и несколько десятилетий занимался его психологической подготовкой психолог и психиатр Владимир Зухарь, один из крупных советских специалистов по гипнозу. В своей книге «В далёком Багио» (1981) Карпов отмечал: «Отлично изучив меня, Зухарь мог уловить малейшие нюансы в изменении поведения за игрой, что говорило об усталости, нервозности, расхоложенности… Это важно было, чтобы дать потом свои рекомендации, как сидеть, как ходить, думать, наконец. Мы работали и дома. Он наблюдал за нашим анализом сыгранных партий и видел, в какие моменты игра моя была сильнее, а в какие — слабее… Психолог помогал мне советами, как разрядить, как отойти от длительного матчевого напряжения, отдохнуть, отвлечься, позаниматься физкультурой со специальным тренером по физической подготовке». На матче за мировую корону с Виктором Корчным в 1978 году Зухарь работал над психофизиологической устойчивостью Карпова, включая помощь в захвате психологической инициативы во время матча, помогал ему бороться с бессонницей без приёма снотворного.

## Результаты соревнований
| Год     | Турнир | +     | −     | =     | Результат               | Место |
| ------- | --- | ----- | ----- | ----- | ----------------------- | ----- |
| 1966    | Турнир мастеров и молодых кандидатов в мастера                                                                         | 5     | 0     | 10    | 10 из 15                | 1     |
| 1967    | Тршинец, международный турнир                                                                                          | 9     | 0     | 4     | 11 из 13                | 1     |
| 1968    | Гронинген, международный юношеский турнир (финал)                                                                      | 4     | 0     | 3     | 5½ из 7                 | 1     |
|         | Сочи, Матч СССР — Югославия (на юношеской доске)                                                                       | 3     | 0     | 1     | 3½ из 4                 |       |
|         | Рига, Командное первенство СССР (на юношеской доске)                                                                   | 9     | 0     | 2     | 10 из 11                | 1     |
| 1968/69 | Чемпионат Московского государственного университета                                                                    | 7     | 0     | 6     | 10 из 13                | 1     |
| 1969    | Ленинград, отборочный матч-турнир к юношескому первенству мира                                                         | 5     | 2     | 5     | 7½ из 12                | 1     |
|         | Москва, матч юниоров СССР — Югославия (3-я доска)                                                                      | 2     | 0     | 2     | 3 из 4                  |       |
|         | Стокгольм, первенство мира среди юношей: полуфинал финал                                                               | 3 9   | 0 0   | 3 2   | 4½ из 6 10 из 11        | 1     |
| 1970    | Куйбышев, чемпионат РСФСР                                                                                              | 8     | 0     | 9     | 12½ из 17               | 1     |
|         | Каракас, международный турнир                                                                                          | 8     | 2     | 7     | 11½ из 17               | 4-6   |
|         | Рига, 38-е первенство СССР                                                                                             | 5     | 2     | 14    | 12 из 21                | 5-7   |
| 1971    | Даугавпилс, 39-е первенство СССР (полуфинал)                                                                           | 9     | 0     | 8     | 13 из 17                | 1     |
|         | Пуэрто-Рико XVIII студенческая Олимпиада (3-я доска)                                                                   | 7     | 0     | 1     | 7½ из 8                 | 1     |
|         | Ростов-на-Дону, командное первенство СССР (на юношеской доске)                                                         | 6     | 0     | 1     | 6½ из 7                 | 1     |
|         | Ленинград, 39-е первенство СССР                                                                                        | 7     | 2     | 12    | 13 из 21                | 4     |
|         | Москва, мемориал Алехина                                                                                               | 5     | 0     | 12    | 11 из 17                | 1-2   |
| 1971/72 | Гастингс, международный турнир                                                                                         | 8     | 1     | 6     | 11 из 15                | 1-2   |
| 1972    | Москва, первая всесоюзная Олимпиада (на 2-й доске)                                                                     | 4     | 2     | 3     | 5½ из 9                 | 3     |
|         | Грац, XIX студенческая Олимпиада (на 1-й доске)                                                                        | 5     | 0     | 4     | 7 из 9                  | 1     |
|         | Скопле, XX Олимпиада (первый запасной)                                                                                 | 12    | 1     | 2     | 13 из 15                | 1     |
|         | Сан-Антонио, международный турнир                                                                                      | 7     | 1     | 7     | 10½ из 15               | 1-3   |
| 1973    | Будапешт, международный турнир                                                                                         | 4     | 0     | 11    | 9½ из 15                | 2     |
|         | Москва, матч-турнир сборных команд страны (на 1-й доске)                                                               | 2     | 0     | 2     | 3 из 4                  | 1     |
|         | Ленинград, межзональный турнир                                                                                         | 10    | 0     | 7     | 13½ из 17               | 1-2   |
|         | Бат, командное первенство Европы (на 4-й доске)                                                                        | 4     | 0     | 2     | 5 из 6                  | 1     |
|         | Москва, 41-е первенство СССР (высшая лига)                                                                             | 5     | 1     | 11    | 10½ из 17               | 2-6   |
|         | Мадрид, международный турнир                                                                                           | 7     | 0     | 8     | 11 из 15                | 1     |
| 1974    | Москва, четвертьфинальный матч претендентов с Львом Полугаевским                                                       | 3     | 0     | 5     | 5½ из 8                 |       |
|         | Ленинград, полуфинальный матч претендентов с Борисом Спасским                                                          | 4     | 1     | 6     | 7 из 11                 |       |
|         | Ницца, XXI Олимпиада (на 1-й доске)                                                                                    | 10    | 0     | 4     | 12 из 14                | 1     |
|         | Москва, финальный матч претендентов с Виктором Корчным                                                                 | 3     | 2     | 19    | 12½ из 24               |       |
| 1975    | Порторож — Любляна, международный турнир                                                                               | 7     | 0     | 8     | 11 из 15                | 1     |
|         | Рига, спартакиада народов СССР (на 1-й доске)                                                                          | 4     | 0     | 3     | 5½ из 7                 | 1     |
|         | Милан, международный турнир круговой турнир полуфинальный матч с Тиграном Петросяном финальный матч с Лайошом Портишем | 3 0 1 | 1 0 0 | 7 4 5 | 6½ из 11 2 из 4 3½ из 6 | 1     |
| 1976    | Скопле, международный турнир                                                                                           | 10    | 0     | 5     | 12½ из 15               | 1     |
|         | Тбилиси, кубок СССР, (высшая лига, на 1-доске)                                                                         | 2     | 0     | 4     | 4 из 6                  |       |
|         | Амстердам, двухкруговой турнир 4 гроссмейстеров                                                                        | 2     | 0     | 4     | 4 из 6                  | 1     |
|         | Манила, двухкруговой турнир 4 гроссмейстеров                                                                           | 1     | 1     | 4     | 3 из 6                  | 2     |
|         | Монтилья, международный турнир                                                                                         | 5     | 0     | 4     | 7 из 9                  | 1     |
|         | Москва, 44-е первенство СССР (высшая лига)                                                                             | 8     | 1     | 8     | 12 из 17                | 1     |
| 1977    | Бад-Лаутерберг, международный турнир                                                                                   | 9     | 0     | 6     | 12 из 15                | 1     |
|         | Москва, командное первенство Европы (на 1-й доске)                                                                     | 5     | 0     | 0     | 5 из 5                  | 1     |
|         | Лас-Пальмас, международный турнир                                                                                      | 12    | 0     | 3     | 13½ из 15               | 1     |
|         | Ленинград, международный турнир                                                                                        | 5     | 2     | 10    | 10 из 17                | 4-5   |
|         | Лондон, международный турнир                                                                                           | 3     | 0     | 3     | 4½ из 6                 | 1     |
|         | Тилбург, международный турнир                                                                                          | 6     | 0     | 5     | 8½ из 11                | 1     |
| 1978    | Бугойно, международный турнир                                                                                          | 6     | 1     | 8     | 10 из 15                | 1-2   |
| 1979    | Монреаль, «турнир звёзд»                                                                                               | 7     | 1     | 10    | 12 из 18                | 1-2   |
|         | Тилбург, международный турнир                                                                                          | 4     | 0     | 7     | 7½ из 11                | 1     |
| 1980    | Бугойно, международный турнир                                                                                          | 5     | 0     | 6     | 8 из 11                 | 1     |
|         | Амстердам, международный турнир                                                                                        | 7     | 1     | 6     | 10 из 14                | 1     |
|         | Бад-Киссинген, международный турнир                                                                                    | 3     | 0     | 3     | 4½ из 6                 | 1     |
|         | Тилбург, международный турнир                                                                                          | 5     | 1     | 5     | 7½ из 11                | 1     |
| 1981    | Амстердам, международный турнир                                                                                        | 4     | 1     | 6     | 7 из 11                 | 2-3   |
|         | Линарес, международный турнир                                                                                          | 5     | 0     | 6     | 8 из 11                 | 1-2   |
|         | Москва, международный турнир                                                                                           | 5     | 0     | 8     | 9 из 13                 | 1     |
| 1982    | Лондон, международный турнир                                                                                           | 5     | 1     | 7     | 8½ из 13                | 1-2   |
|         | Гамбург, международный турнир (рапид)                                                                                  | 5     | 1     | 4     | 7 из 10                 | 1     |
|         | Турин, международный турнир                                                                                            | 3     | 1     | 8     | 7 из 12                 | 1     |
|         | Тилбург, международный турнир                                                                                          | 5     | 1     | 5     | 7½ из 11                | 1     |
| 1983    | Линарес, международный турнир                                                                                          | 2     | 0     | 8     | 6 из 10                 | 2-3   |
|         | Ганновер, международный турнир                                                                                         | 8     | 1     | 6     | 11 из 15                | 1     |
|         | Москва, 50-й чемпионат СССР (высшая лига)                                                                              | 5     | 1     | 9     | 9½ из 15                | 1     |
|         | Тилбург, международный турнир                                                                                          | 3     | 0     | 8     | 7 из 11                 | 1     |
| 1984    | Осло, международный турнир                                                                                             | 3     | 0     | 6     | 6 из 9                  | 1     |
|         | Лондон, международный турнир                                                                                           | 6     | 1     | 6     | 9 из 13                 | 1     |
| 1985    | Амстердам, международный турнир                                                                                        | 4     | 0     | 6     | 7 из 10                 | 1     |
| 1986    | Вена, международный турнир                                                                                             | 4     | 1     | 9     | 8½ из 14                | 1     |
|         | Бугойно, международный турнир                                                                                          | 3     | 0     | 4     | 5 из 7                  | 4     |
|         | Тилбург, международный турнир                                                                                          | 2     | 1     | 11    | 7½ из 14                | 3     |
| 1987    | Амстердам, международный турнир                                                                                        | 2     | 0     | 4     | 4 из 6                  | 1-2   |
|         | Линарес, матч претендентов с Андреем Соколовым (суперфинал)                                                            | 4     | 0     | 7     | 7,5 из 11               |       |
|         | Брюссель, международный турнир                                                                                         | 3     | 0     | 8     | 7 из 11                 | 3     |
|         | Бильбао, международный турнир                                                                                          | 5     | 0     | 4     | 7 из 9                  | 1     |
| 1988    | Амстердам, международный турнир                                                                                        | 3     | 2     | 7     | 6½ из 12                | 2     |
|         | Амстердам, международный турнир                                                                                        | 2     | 1     | 3     | 3½ из 6                 | 2-3   |
|         | Тилбург, международный турнир                                                                                          | 7     | 0     | 7     | 10½ из 14               | 1     |
|         | Вейк-ан-Зее, международный турнир                                                                                      | 6     | 1     | 6     | 9 из 13                 | 1     |
| 1989    | Линарес, международный турнир                                                                                          | 5     | 1     | 4     | 7 из 10                 | 2     |
|         | Сиэтл, четвертьфинальный матч претендентов с Йоханом Хьярторсоном                                                      | 2     | 0     | 3     | 3,5 из 5                |       |
|         | Лондон, полуфинальный матч претендентов с Артуром Юсуповым                                                             | 2     | 1     | 5     | 4,5 из 8                |       |
| 1990    | Куала-Лумпур, финальный матч претендентов с Яном Тимманом                                                              | 4     | 0     | 5     | 6,5 из 9                |       |
|         | Хэнинге, международный турнир                                                                                          | 5     | 1     | 5     | 7½ из 11                | 2-3   |
|         | Реджо-Эмилия, международный турнир                                                                                     | 2     | 0     | 8     | 6 из 10                 | 3     |
|         | Биль, международный турнир                                                                                             | 5     | 0     | 9     | 9½ из 14                | 1     |
| 1991    | Амстердам, международный турнир                                                                                        | 2     | 0     | 7     | 5½ из 9                 | 3-4   |
|         | Брюссель, четвертьфинальный матч претендентов с Вишванатаном Анандом                                                   | 2     | 1     | 5     | 4,5 из 8                |       |
| 1992    | Реджо-Эмилия, международный турнир                                                                                     | 4     | 0     | 9     | 8½ из 13                | 1     |
|         | Мадрид, международный турнир                                                                                           | 6     | 0     | 3     | 7½ из 9                 | 1     |
|         | Биль, международный турнир                                                                                             | 8     | 1     | 5     | 10½ из 14               | 1     |
|         | Баден-Баден, международный турнир                                                                                      | 6     | 3     | 6     | 9 из 14                 | 1     |
| 1993    | Линарес, международный турнир                                                                                          | 6     | 2     | 5     | 8½ из 13                | 2-3   |
|         | Тилбург, международный турнир                                                                                          | 3     | 0     | 9     | 7½ из 12                | 1     |
|         | Вейк-ан-Зее, международный турнир                                                                                      | 6     | 2     | 6     | 9 из 14                 | 1     |
|         | Дортмунд, международный турнир                                                                                         | 5     | 1     | 1     | 5½ из 7                 | 1     |
|         | Дос-Эрманас, международный турнир                                                                                      | 6     | 0     | 3     | 7½ из 9                 | 1     |
|         | Леон, международный турнир                                                                                             | 2     | 0     | 7     | 5½ из 9                 | 3-4   |
| 1994    | Линарес, международный турнир                                                                                          | 9     | 0     | 4     | 11 из 13                | 1     |
|         | Дос-Эрманас, международный турнир                                                                                      | 4     | 1     | 4     | 6 из 9                  | 2     |
|         | Лас-Пальмас, международный турнир                                                                                      | 4     | 1     | 4     | 6 из 9                  | 2     |
| 1995    | Линарес, международный турнир                                                                                          | 5     | 0     | 8     | 9 из 13                 | 2     |
|         | Дос-Эрманас, международный турнир                                                                                      | 3     | 1     | 5     | 5½ из 9                 | 1-3   |
|         | Дортмунд, международный турнир                                                                                         | 4     | 0     | 5     | 6½ из 9                 | 2     |
|         | Грониген, международный турнир                                                                                         | 4     | 0     | 7     | 7½ из 11                | 1     |
| 1996    | Белград, международный турнир                                                                                          | 1     | 1     | 3     | 2½ из 5                 | 3-4   |
|         | Биль, международный турнир                                                                                             | 4     | 0     | 7     | 7½ из 11                | 1-2   |
|         | Вена, международный турнир                                                                                             | 3     | 1     | 5     | 5½ из 9                 | 1-3   |
| 1997    | Дос-Эрманас, международный турнир                                                                                      | 2     | 1     | 6     | 5 из 9                  | 3-4   |
|         | Биль, международный турнир                                                                                             | 4     | 1     | 5     | 6½ из 10                | 2     |
| 1999    | Дортмунд, международный турнир                                                                                         | 1     | 0     | 6     | 4 из 7                  | 3-5   |
|         | Хооговен, международный турнир                                                                                         | 1     | 1     | 4     | 3 из 6                  | 3     |
| 2000    | Бали, международный турнир                                                                                             | 3     | 0     | 6     | 6 из 9                  | 2-3   |
|         | Буэнос-Айрес, международный турнир                                                                                     | 3     | 1     | 5     | 5½ из 9                 | 4     |

### Матчи на первенство мира
- 1975 — Анатолий Карпов : Роберт Фишер +:- (матч не состоялся из-за отказа Фишера от игры, титул чемпиона присуждён Карпову)
- 1978 — Анатолий Карпов : Виктор Корчной +6 −5 =21
- 1981 — Анатолий Карпов : Виктор Корчной +6 −2 =10
- 1984—1985 — Анатолий Карпов : Гарри Каспаров +5 −3 =40 (прекращён по решению президента ФИДЕ Ф. Кампоманеса без определения победителя)
- 1985 — Анатолий Карпов : Гарри Каспаров +3 −5 =16
- 1986 — Анатолий Карпов : Гарри Каспаров +4 −5 =15
- 1987 — Анатолий Карпов : Гарри Каспаров +4 −4 =16
- 1990 — Анатолий Карпов : Гарри Каспаров +3 −4 =17
- 1993 — Анатолий Карпов : Ян Тимман +6 −2 =13 (по версии ФИДЕ)
- 1996 — Анатолий Карпов : Гата Камский +6 −3 =9 (по версии ФИДЕ)
- 1998 — Анатолий Карпов : Вишванатан Ананд +2 −2 =2 с классическим контролем; +2 −0 =0 тай-брейк (по версии ФИДЕ)

## Вне шахмат

### Общественная деятельность
С 2004 года — член Президентского совета по культуре.
С 2006 по 2008 год являлся заместителем председателя комиссии по экологической безопасности и охране окружающей среды Общественной палаты РФ.
С 2007 года — член Общественного совета при Министерстве обороны Российской Федерации.
- Председатель оргкомитета и Президент Всероссийских соревнований «Белая ладья»[46].
- Председатель совета — президент Межрегионального общественного фонда «Михаил Ботвинник»[47].
- Вице-президент Международной федерации по русским шахматам[47].
- Президент оргкомитета Всемирных детских шахматных Олимпиад[46].
- Председатель Совета шахматной школы «Дети Чернобыля»[47].
- Председатель оргкомитета Международного фестиваля «Шахматы в школах»[46].
- Региональный Посол доброй воли ЮНИСЕФ[48].
- Президент Союза национальных и неолимпийских видов спорта России[49].
- Президент Общероссийского экологического общественного движения «Зелёная Россия»[50].
- Президент Российского экологического фонда «ТЕХЭКО»[14].
- Председатель Совета попечителей общественного Музея имени Н. К. Рериха Международного центра Рерихов[51].
- Почётный президент Советского Фонда Мира[52][53].

### Политическая

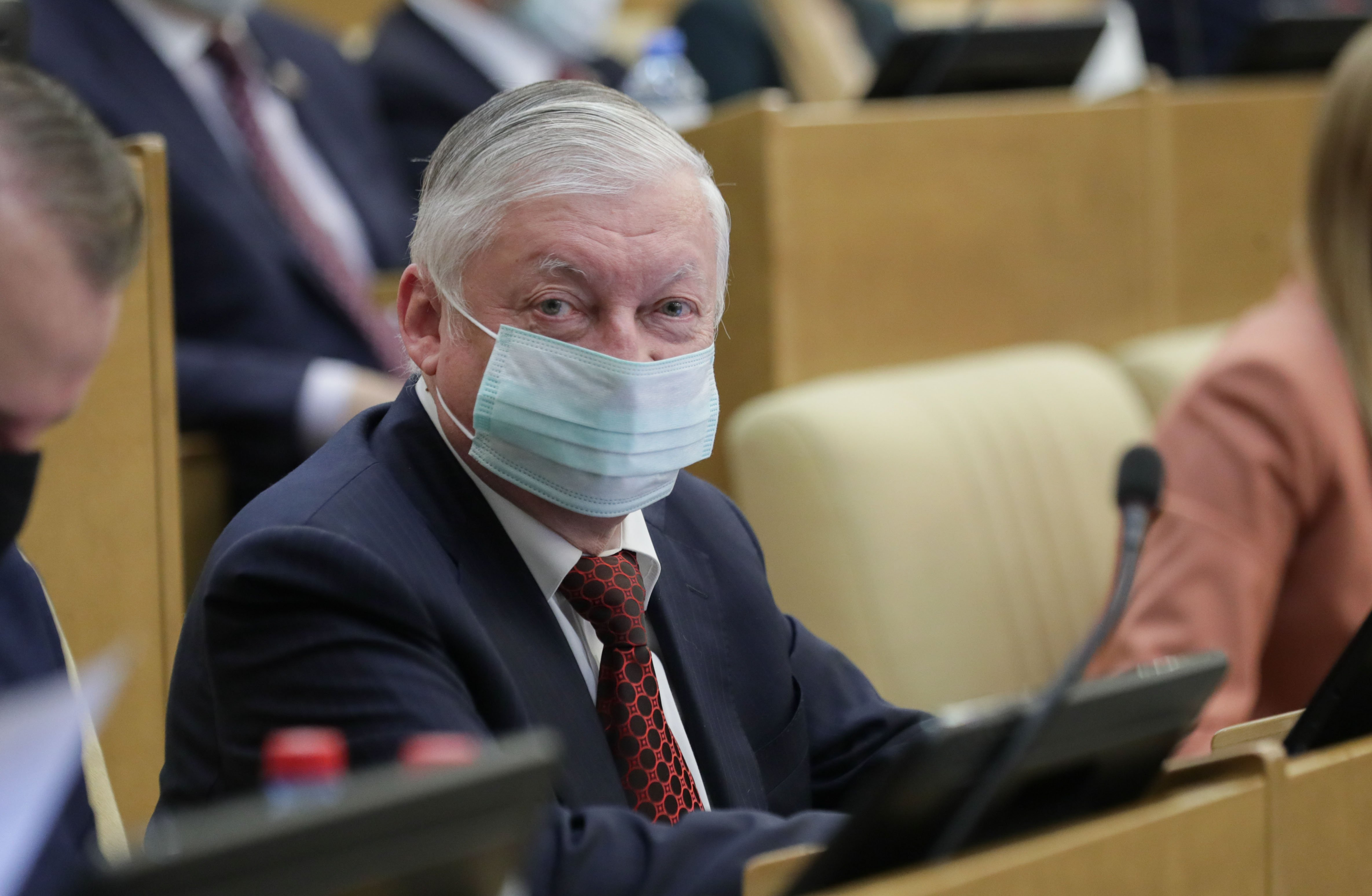
На пленарном заседании в Государственной Думе, 2021 год

Карпов — государственный и общественный деятель как в советские, так и российские времена. В общественно-политической деятельности он, как правило, поддерживает действующую власть.
- В 1980 году вступил в КПСС.
- В 1989—1991 годах был депутатом Верховного совета СССР.
- В 1995 году Карпов баллотировался в Государственную думу РФ по спискам объединения «Власть — народу!».
- В 1996 году поддерживал на президентских выборах Бориса Ельцина[54].
- В 1997 году Карпов баллотировался в депутаты Государственной думы от Тулы.
- В 2007 году на выборах в Госдуму поддержал московский список КПРФ во главе с Иваном Мельниковым и Олегом Смолиным[55].
- 27 ноября 2007 года Анатолий Карпов вместе с депутатом Госдумы Владимиром Рыжковым пришли на Петровку, 38 в Москве, чтобы встретиться с Гарри Каспаровым, арестованным на пять суток за проведение «Марша несогласных», однако в этой встрече им было отказано[56].
- 14 сентября 2011 года — Карпов в числе победителей праймериз Общероссийского народного фронта (ОНФ) участвовал во встрече с лидером партии «Единая Россия» Владимиром Путиным и выдвинул новые идеи в социальной сфере.
- 15 сентября 2011 года — на съезде «Единой России» утверждён 3-м номером от Тюменской области в партийном избирательном списке на выборах Госдумы шестого созыва[57].
- 4 декабря 2011 года — избран депутатом Госдумы РФ шестого созыва[58]. Вошёл в состав думского комитета по природным ресурсам, природопользованию и экологии[59].
- 18 сентября 2016 года избран депутатом Госдумы РФ седьмого созыва, заместитель председателя думского комитета по международным делам[60].
- 19 июля 2018 года проголосовал в качестве депутата Госдумы РФ за повышение пенсионного возраста[61].

Депутат Государственной думы Российской Федерации шестого и седьмого созывов от фракции «Единая Россия», заместитель председателя комитета по международным делам (с 2016), член думского комитета по природным ресурсам, природопользованию и экологии (2011—2016).
В 2011—2019 годы, в течение исполнения полномочий депутата Государственной думы VI и VII созывов, выступил соавтором 50 законодательных инициатив и поправок к проектам федеральных законов.
27 октября 2021 года стал депутатом Государственной думы Российской Федерации восьмого созыва от фракции «Единая Россия», получив мандат первого заместителя главы Минтруда Ольги Баталиной. 22 февраля 2022 года Карпов включен в список 351 депутата действующей Госдумы, которым запрещен въезд на территорию Европейского союза. Выступил с осуждением российских шахматистов, подписавших письмо против вторжения России на Украину.

### Личная жизнь
Первая жена — Ирина Куимова, дочь заместителя начальника управления РТ (разведка с территории) ПГУ КГБ СССР генерала Куимова. Сын — Анатолий (род. 1979). Первый брак Карпова разрушился в 1982 году, что связывают с долгим отсутствием дома из-за регулярных шахматных турниров, учебно-тренировочных спортивных сборов и общественной деятельности.
Вторая жена — Буланова Наталья Владимировна (р. 1964), на момент заключения брака — медстатистик, впоследствии галерист. Дочь — София (р. 1999).
В интервью 2013 года Карпов рассказывал: «Крестили меня родители ещё в детстве. В жизни моей были случаи сверхъестественной помощи свыше… И я в советское время был одним из немногих счастливчиков, который мог в любое время без дозволения со Старой площади встречаться с иерархами церкви. Хорошо знал патриарха Пимена, часто общался и с ушедшим патриархом Алексием II… Убеждён: если бы у нас не было православной церкви, страна давно развалилась бы на мелкие кусочки. Общие моральные устои остались только там».
В Ленинграде Карпов проживал в доме № 12 по Ординарной улице. В Москве проживает в одном из домов по Вспольному переулку.

### Фильмы
В 1980 году об Анатолии Карпове режиссёром Виктором Семенюком был снят документальный фильм «Карпов играет с Карповым». В 1989 году Карпов снялся в фильме «Цугцванг» режиссёра Матьё Каррьера в роли Шахматиста.
События шахматного поединка с В. Корчным в 1978 году легли в основу фильма «Чемпион мира», вышедшего на экраны 30 декабря 2021 года. Роль Анатолия Карпова сыграл Иван Янковский, который получил премию «Золотой орел» за лучшую мужскую роль.

### Филателия
Анатолий Карпов — один из известнейших филателистов. В его коллекции собраны почти все классические коллекционные марки Бельгии, выпущенные с XIX века. Также в его коллекции марки по темам: олимпийская филателия, шахматы, хронология советских марок.
Стоимость его коллекции марок, по некоторым оценкам, составляет не менее 13 миллионов евро. В своём интервью Д. Гордону сказал, что хранит свою коллекцию в Центробанке РФ.

### Международные санкции
В связи с событиями на Украине находится под персональными международными санкциями разных стран. С 23 февраля 2022 года был включен в санкционный список всех стран Европейского союза.
23 февраля 2022 года внесён в санкционные списки стран Евросоюза за действия и политику, которые подрывают территориальную целостность, суверенитет и независимость Украины и ещё больше дестабилизируют Украину.
24 февраля 2022 года включён в санкционный список Канады «близких соратников режима» за голосование о признании независимости «так называемых республик в Донецке и Луганске».
24 марта 2022 года, на фоне вторжения России на Украину, включён в санкционный список США за «соучастие в войне Путина» и «поддержку усилий Кремля по вторжению в Украину», Госдеп США заявил что депутаты Госдумы используют свои полномочия для преследования инакомыслящих и политических оппонентов, нарушают свободу информации, ограничивают права человека и основные свободы граждан России.
По аналогичным основаниям, с 25 февраля 2022 года находится под санкциями Швейцарии. С 26 февраля 2022 года находится под санкциями Австралии. С 11 марта 2022 года находится под санкциями Великобритании. С 18 марта 2022 года находится под санкциями Новой Зеландии. С 12 апреля 2022 под персональными санкциями Японии.
Указом президента Украины Владимира Зеленского с 7 сентября 2022 года находится под санкциями Украины.

## Награды
- Орден «За заслуги перед Отечеством» II степени (18 мая 2021) — за большой вклад в укрепление российской государственности, развитие парламентаризма и активную законотворческую деятельность[88]
- Орден «За заслуги перед Отечеством» III степени (23 мая 2001) — за большой вклад в реализацию благотворительных программ, укрепление мира и дружбы между народами[5][89]
- Орден Дружбы (22 мая 2011) — за большой вклад в укрепление мира и дружбы между народами и плодотворную общественную деятельность[90]
- Орден Ленина (24 ноября 1981) — за выдающиеся спортивные достижения, большой творческий вклад в развитие советской шахматной школы и плодотворную общественную деятельность[5][91]
- Орден Трудового Красного Знамени (27 октября 1978) — за спортивные достижения и большой вклад в развитие советской шахматной школы[92]
- Благодарность Президента Российской Федерации (29 февраля 2008) — за большой вклад в развитие институтов гражданского общества и активное участие в работе Общественной палаты Российской Федерации[5][93]
- Благодарность Президента Российской Федерации (11 июля 1996) — за активное участие в организации и проведении выборной кампании Президента Российской Федерации в 1996 году[94]
- Почётная грамота правительства Российской Федерации (16 декабря 2019) — за большой вклад в развитие российского парламентаризма и активную законотворческую деятельность[95]
- Благодарность Правительства Российской Федерации (17 декабря 2016) — за заслуги в законотворческой деятельности и многолетний добросовестный труд[96]
- Премия Правительства Российской Федерации в области образования (28 августа 2009) — за учебно-педагогическую работу «Межрегиональный университетский учебно-педагогический комплекс по наукоёмкой многофункциональной подготовке медицинских специалистов для медицины катастроф и чрезвычайных ситуаций» для образовательных учреждений высшего профессионального образования[97]
- Почётная грамота Правительства Москвы (18 мая 2001) — за большой вклад в развитие отечественной шахматной школы, активную общественную деятельность и в связи с 50-летием со дня рождения[98]
- Орден «За заслуги» ІІ степени (Украина, 11 ноября 2006) — за значительный личный вклад в деле социальной помощи пострадавшим от Чернобыльской катастрофы, многолетнюю активную благотворительную и общественную деятельность[99]
- Орден «За заслуги» ІIІ степени (Украина, 21 сентября 2002) — за активную благотворительную деятельность, весомый личный вклад в оказание социальной помощи детям Украины, пострадавших от Чернобыльской катастрофы[100]
- Командор ордена Мая (Аргентина, 17 мая 2004)[101]
- Орден Почёта Кузбасса (12 сентября 2012, Кемеровская область) — за выдающиеся спортивные достижения, значительный личный вклад в развитие шахмат в России и мире, большую работу по пропаганде здорового образа жизни[102]
- Серебряный Олимпийский орден (2001)[5][103][104]
- Орден святого благоверного князя Даниила Московского II степени (1996)[104]
- Орден преподобного Сергия Радонежского II степени (2001)[104]
- Орден преподобного Нестора Летописца I степени (УПЦ МР, 2006) — за труды на благо Церкви, спортивные достижения и благотворительность[105]
- Медаль «За выдающийся вклад в развитие коллекционного дела в России»[106]
- Почётный член ВОФ (1979)
- Почётная грамота Государственной Думы № 1[104]
- Лауреат национальной премии «Россиянин года» (2006)[107]
- Орден «За исключительные достижения в спорте» (Республика Куба)[104]
- Медаль имени К. Э. Циолковского Федерации космонавтики России[104]
- Медаль «За укрепление уголовно-исполнительной системы» I и II степени[104]
- Нагрудный знак 1-й степени МВД России[104]
- Нагрудный знак «За взаимодействие» МИД России (2015)[108]
- Орден Российского союза ветеранов «За заслуги в ветеранском движении» (2015)[109]
- Большая золотая медаль Парижа, Почётные медали Гавра, Ла-Рошеля, Канн, Бельфора, Лиона (Франция)[104]
- Почётный гражданин Златоуста (1979)[110], Молодечно (1996)[111] и Тулы (1998)[112].
- Международной ассоциацией шахматной прессы 9 раз признавался лучшим шахматистом года и награждался призами «Оскар»[5][113]
- Более 50 сыгранных им партий признаны лучшими партиями года или лучшими, красивейшими партиями соревнований[5]
- Почётный знак ВЛКСМ
- Почётный профессор МГУ (2001)[114]
- Почётный доктор Российского государственного социального университета (21 декабря 2001)[115].

## Книги
- Карпов, А. Е., Рошаль, А. Б. Девятая вертикаль. — М.: Молодая гвардия, 1978.[116]
- Карпов, А. Е., Рошаль, А. Б. Девятая вертикаль. — М.: Молодая гвардия, 1979.
- Карпов, А. Е. В далеком Багио. — М.: Советская Россия, 1981. — 192 с.
- Карпов, А. Е., Гик, Е. Я. Шахматный калейдоскоп. — М.: Наука, 1981. — 208 с.
- Карпов, А. Е., Рошаль, А. Б. Девятая вертикаль. — Новосибирск: Западно-Сибирское книжное издательство, 1982. — 320 с. — 50 000 экз.
- Карпов, А. Е. А завтра снова в бой…. — М.: Молодая гвардия, 1982. — 256 с. — (Спорт и личность). — 100 000 экз.
- Батуринский, В. Д., Карпов, А. Е. На шахматном Олимпе. — М.: Советская Россия, 1984. — 192 с. — (Шахматное искусство). — 100 000 экз.
- Карпов, А. Е., Гик, Е. Я. Неисчерпаемые шахматы. — М.: Издательство Московского университета, 1984. — 320 с. — 50 000 экз.
- Карпов, А. Е. Сто победных партий. — М.: Физкультура и спорт, 1984.
- 50 миниатюр чемпионов мира. — М., 1986.
- Карпов, Анатолий Евгеньевич. Сестра моя Каисса / литературная запись И. Акимова. — США: Liberty Publishing House, 1990. — 272 с. — ISBN 0-914481-57-6.
- Карпов, Анатолий Евгеньевич. Сестра моя Каисса / литературная запись И. Акимова. — М.: Русский шахматный дом, 2014. — 320 с. — (Живые шахматы). — ISBN 978-5-94693-318-6.
- Карпов, Анатолий Евгеньевич. Жизнь и шахматы. Моя автобиография. — М.: Эксмо, 2022. — 648 с. — (Иконы спорта). — ISBN 978-5-04-162623-5.

Член Союза журналистов Российской Федерации, является автором 59 (из них 56 на шахматную тематику) книг, сборников и учебников, изданных и переведённых на многие языки мира. Ряд книг издан в серии «Шахматный университет».
В 1981 году был удостоен премии «Золотой телёнок» «Литературной газеты» («Клуба 12 стульев»).
Был главным редактором Энциклопедического шахматного словаря (1990 г.) и главным редактором журнала «64 — Шахматное обозрение».
Автор многочисленных журнальных и газетных статей на общественно-политические, экономические и социальные темы.